# Список зарубежных поездок президента Мирзиёева
В списке приводятся зарубежные поездки Шавката Миромоновича Мирзиёева в периоды, когда он занимает должность президента Узбекистана.

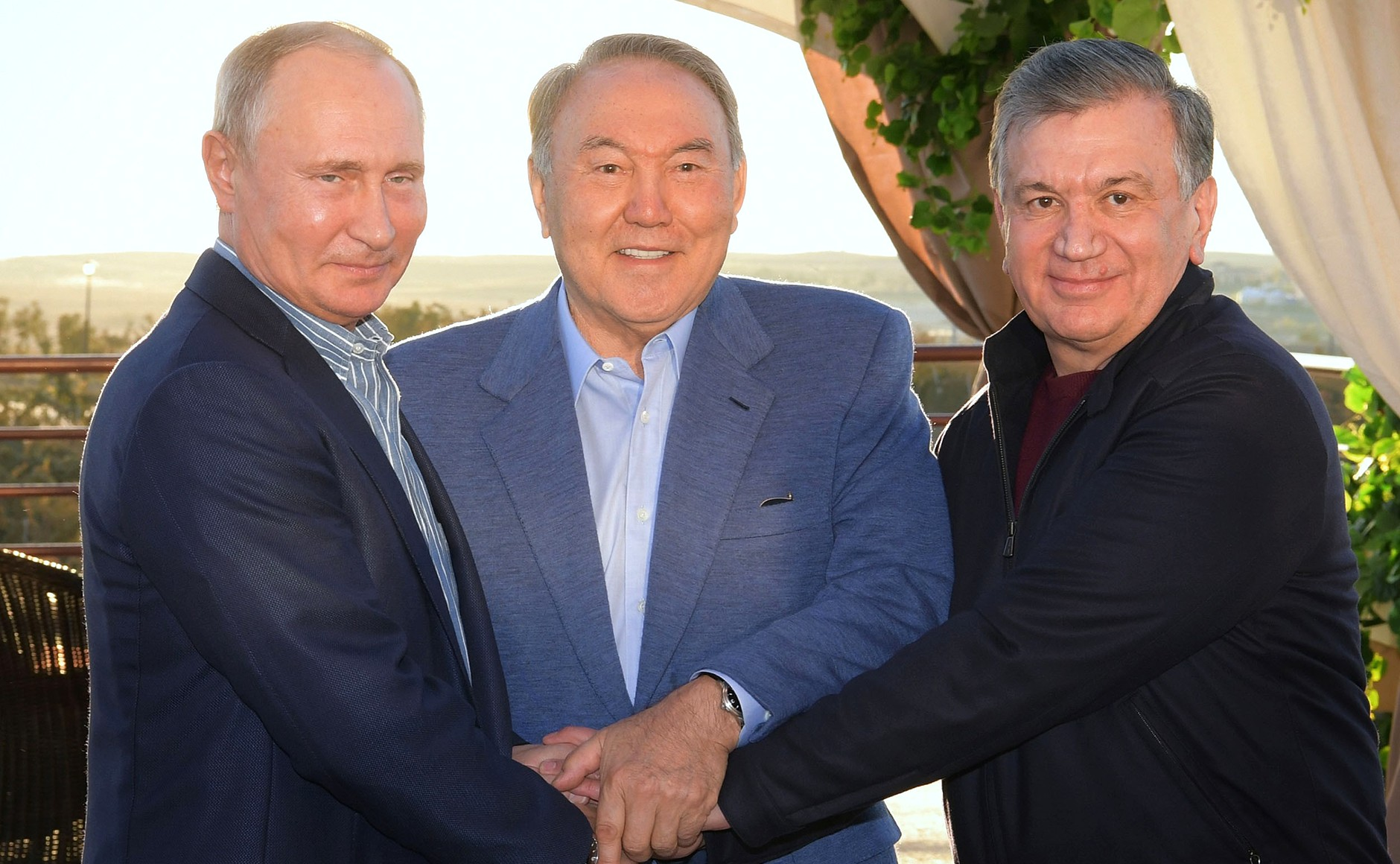
Шавкат Мирзиёев с Нурсултаном Назарбаевым (в центре) и Владимиром Путиным (слева) в Сарыагаше, Казахстан, 20 октября 2018 года

## Первый президентский срок (2016—2021)

### 2017 год

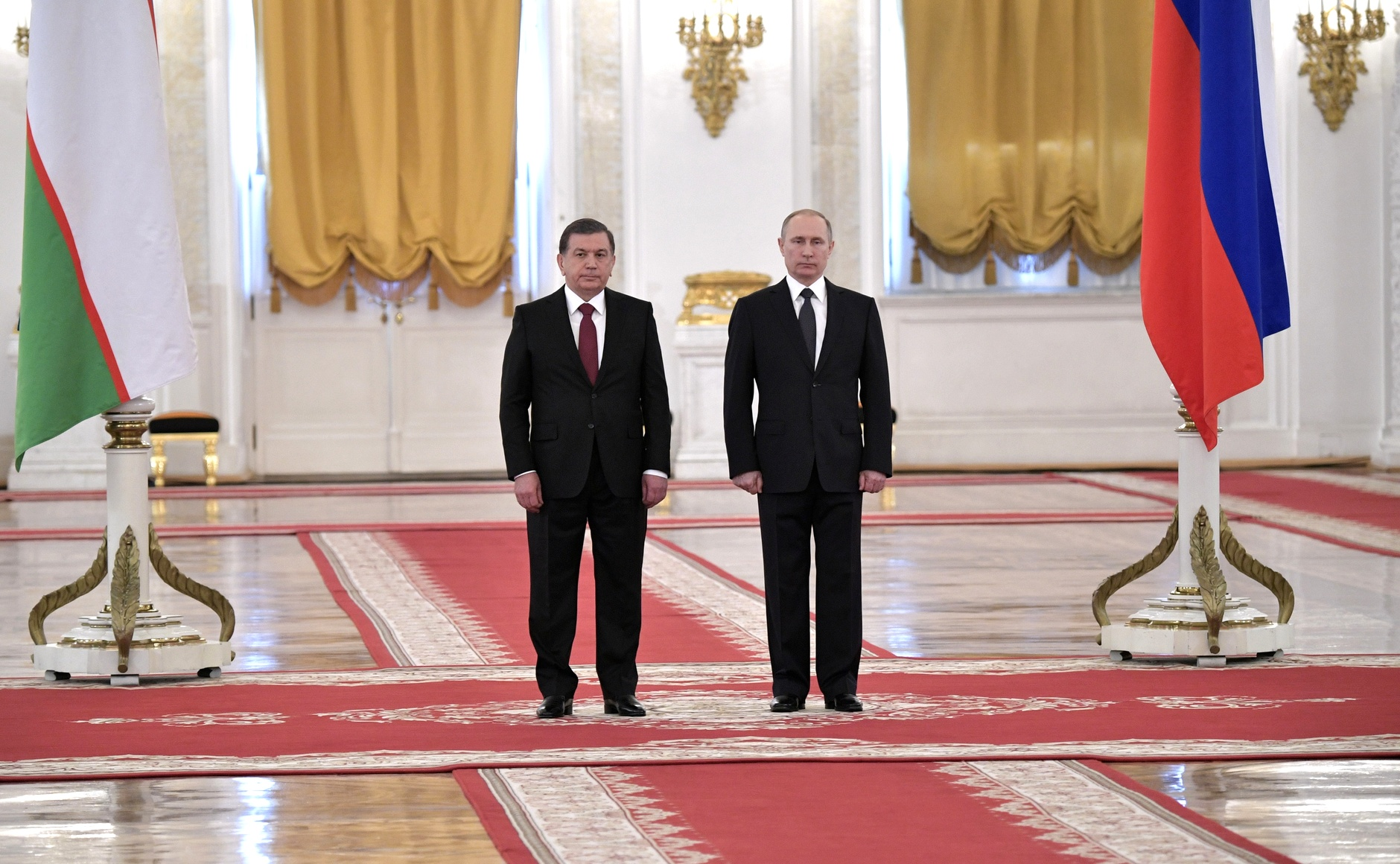
Шавкат Мирзиёев в Москве, 5 апреля 2017 года

- 6—7 марта — государственный визит в Туркменистан[2]. Первый зарубежный визит после вступления в должность главы государства:
  - Ашхабад — встреча с президентом Гурбангулы Бердымухамедовым[3].
  - Туркменабад — открытие мемориального комплекса и памятника в честь первого президента Узбекистана Ислама Каримова, а также автомобильного и железнодорожного мостов Туркменабад-Фарап через Амударью, концерт мастеров искусств Узбекистана и Туркменистана[4].
- 22—23 марта — государственный визит в Астану[5]. Встреча с президентом Казахстана Нурсултаном Назарбаевым[6]. Возложение цветов к монументу защитникам отечества[7]. Посещение театра «Астана Опера»[8] и «Назарбаев Университета»[9].
- 4—5 апреля — государственный визит в Москву[10]. Встреча с президентом России Владимиром Путиным[11]. Возложение цветов к могиле Неизвестного солдата в Александровском саду у Кремлёвской стены[12].
- 29 апреля — визит в Южно-Казахстанскую область. Встреча с президентом Казахстана Нурсултаном Назарбаевым[13]. Посещение ТОО «Caspian Food»[14].
- 11—14 мая — государственный визит в Пекин[15]. Встречи с председателем КНР Си Цзиньпином[16], премьером Государственного совета Ли Кэцяном[17], председателем Постоянного комитета Всекитайского собрания народных представителей Чжан Дэцзяном[18], председателем Совета директоров Китайской национальной нефтегазовой корпорации Ваном Илинем, председателем правления Экспортно-импортного банка Китая Ху Сяолянь[19], президентом Турции Реджепом Тайипом Эрдоганом[20]. Возложение цветов к подножию памятника народным героям на площади Тяньаньмэнь[21]. Посещение Китайской аэрокосмической научно-промышленной корпорации[22]. Участие в форуме «Один пояс, один путь»[23].
- 19—20 мая — рабочий визит в Туркменбашы[24]. Встречи с президентом Туркменистана Гурбангулы Бердымухамедовым[25] и детьми из Узбекистана, отдыхающими в «Авазе»[26].
- 20—21 мая — визит в Эр-Рияд[27]. Участие в саммите арабо-мусульманских стран и США. Встречи с королём Саудовской Аравии Салманом бен Абдель Азизом Аль Саудом, президентами США — Дональдом Трампом, Азербайджана — Ильхамом Алиевым, Таджикистана — Эмомали Рахмоном, Казахстана — Нурсултаном Назарбаевым, Афганистана — Ашрафом Гани, премьер-министром Кыргызстана Сооронбаем Жээнбековым, министром иностранных дел Турции Мевлютом Чавушоглу[28][29].
- 8—9 июня — визит в Астану (Казахстан)[30][31]. Участие в заседании Совета глав государств — членов Шанхайской организации сотрудничества[32] и открытии выставки «ЭКСПО-2017»[33]. Встречи с королём Испании Филиппом VI[34], президентами Кыргызстана — Алмазбеком Атамбаевым[35] и Афганистана — Ашрафом Гани[36], премьер-министрами Пакистана — Навазом Шарифом[37] и Индии — Нарендрой Моди[38].
- 5—6 сентября — визит в Бишкек[39]. Это был первый визит президента Узбекистана в Кыргызстан за последние 17 лет и назван историческим[40].
- 9—10 сентября — визит в Астану (Казахстан)[41]. Участие в саммите Организации исламского сотрудничества по науке и технологиям и церемонии закрытия «ЭКСПО-2017». Встречи с президентами Турции — Реджепом Тайипом Эрдоганом[42], Ирана — Хасаном Рухани[43] и Афганистана — Ашрафом Гани[44].
- 17 сентября — визит в Ашхабад[45]. Участие в церемонии открытия V Азиатских игр по боевым искусствам и состязаниям в помещениях[46]. Встречи с президентами Туркменистана — Гурбангулы Бердымухамедовым и Таджикистана — Эмомали Рахмоном.
- 18—20 сентября — визит в Нью-Йорк. Участие в Общих дебатах 72-й сессии Генеральной Ассамблеи ООН[47]. Встречи с генеральным секретарём ООН Антониу Гутерришем[48], президентом Болгарии Руменом Радевым[49], премьер-министром Грузии Георгием Квирикашвили[50], президентом Всемирного банка Джим Ён Кимом[51], Верховным комиссаром ООН по правам человека Зейдом Раад аль-Хусейном[52]. Участие в Узбекско-Американском бизнес-форуме[53]. Встреча с узбекистанцами, проживающими в США[54].
- 10—11 октября — визит в Сочи. Участие в заседании Совета глав государств-участников СНГ[55]. Встреча с президентами России — Владимиром Путиным[56] и Беларуси — Александром Лукашенко[57].
- 25—27 октября — государственный визит в Турцию[58]:
  - Анкара — встречи с президентом Реджепом Тайипом Эрдоганом[59] и председателем великого национального собрания Исмаилом Кахраманом[60]. Возложение цветов к мавзолею Мустафы Кемаля Ататюрка[61].
  - Стамбул — встречи с премьер-министром Бинали Йылдырымом[62] и представителями финансовых и деловых кругов Турции[63].
- 22—25 ноября — государственный визит в Сеул[64]. Встречи с президентом Южной Кореи Мун Чжэ Ином[65], премьер-министром Ли Нак Ёном[66], спикером Национальной Ассамблеи Чон Сэ Гюном[67], бывшим генеральным секретарём ООН Пан Ги Муном[68].
- 26 декабря — визит в Москву[69]. Участие в неформальном заседании Совета глав государств-участников СНГ[70].

### 2018 год

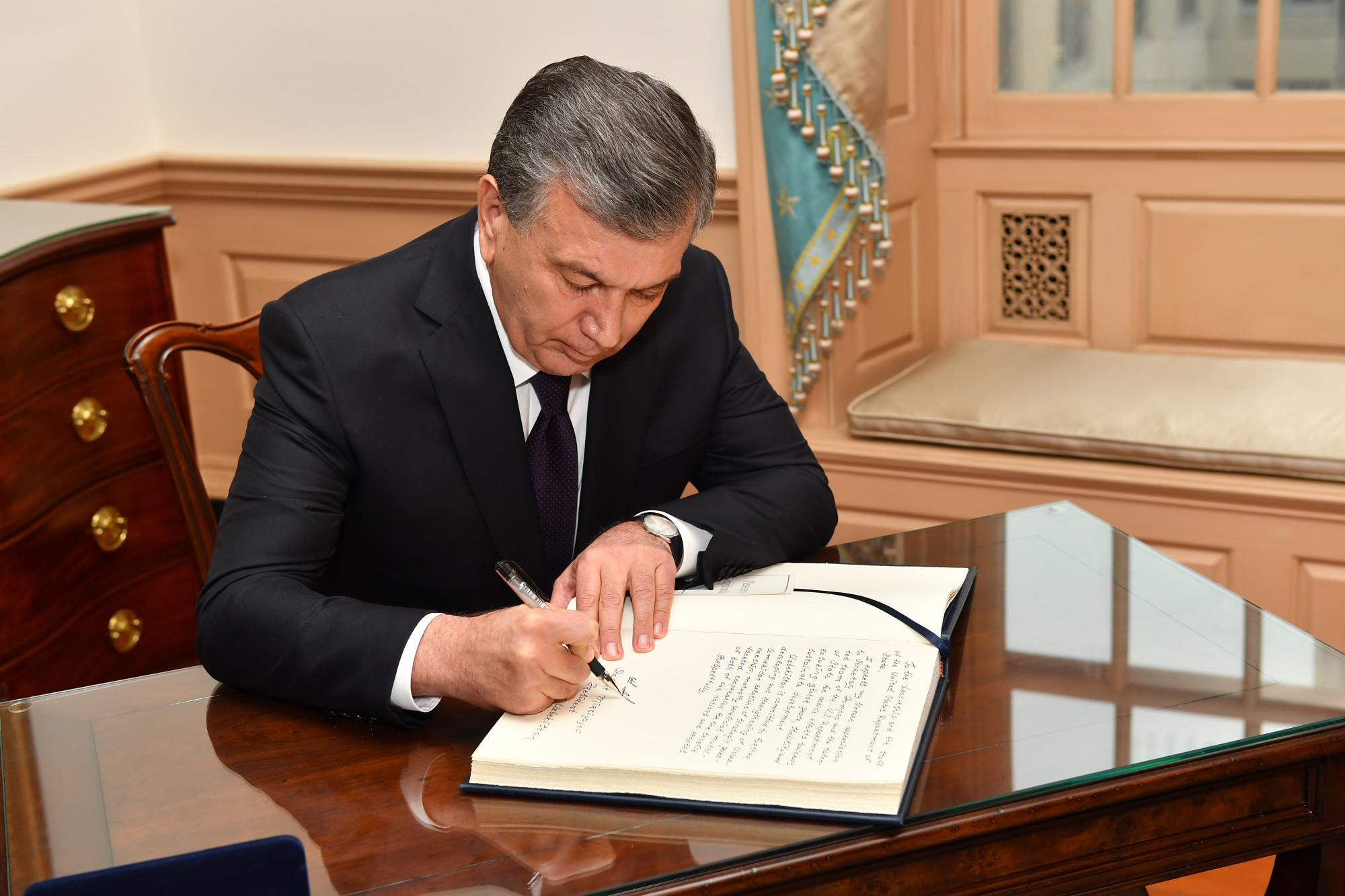
Мирзиёев расписывается в книге почётных гостей перед встречей с госсекретарём США Майком Помпео, 17 мая 2018 года

- 9—10 марта — государственный визит в Душанбе[71]. Встреча с президентом Таджикистана Эмомали Рахмоном[72], премьер-министром Кохиром Расулзодой[73], председателем Палаты Представителей Высшего Собрания Шукурджоном Зухуровым[74]. Посещение концерта с участием мастеров искусств Узбекистана и Таджикистана[75].
- 15 марта — рабочий визит в Астану[76]. Встреча с президентом Казахстана Нурсултаном Назарбаевым[77]. Участие в первой консультативной встрече глав государств Центральной Азии[78] и церемонии открытия Года Узбекистана в Казахстане[79].
- 15—17 мая — официальный визит в Вашингтон[80]. Встречи с президентом США Дональдом Трампом[81], государственным секретарём Майком Помпео[82], министром обороны Джеймсом Мэттисом[83], конгрессменами[84] и сенаторами[85], а также президентом Всемирного банка Жим Ён Кимом[86].
- 9—10 июня — визит в Циндао[87][88]. Участие в заседании Совета глав государств — членов Шанхайской организации сотрудничества[89]. Встречи с председателем КНР Си Цзиньпином[90], президентами России — Владимиром Путиным[91], Афганистана — Ашрафом Гани[92] и Пакистана — Мамнуном Хусейном, премьер-министром Индии Нарендрой Моди[93], первым заместителем генерального секретаря ООН Аминой Мохаммед[94].
- 14 июня — визит в Москву[95]. Участие в церемонии открытия чемпионата мира по футболу 2018 года[96].
- 5—6 июля — рабочий визит в Астану[97]. Участие в торжественных мероприятиях по случаю празднования 20-летнего юбилея столицы Казахстана[98]. Посещение международного финансового центра «Астана»[99]. Встреча с президентом Таджикистана Эмомали Рахмоном[100].
- 24 августа — рабочий визит в Туркменбашы[101]. Участие в заседании Совета глав государств – учредителей Международного фонда спасения Арала[102]. Встреча с президентом Туркменистана Гурбангулы Бердымухамедовым[103].
- 3—4 сентября — рабочий визит в Чолпон-Ату (Кыргызстан)[104]. Участие в шестом саммите Совета сотрудничества тюркских государств[105].
- 27—28 сентября — рабочий визит в Таджикистан[106]:
  - Душанбе — встреча с президентом Эмомали Рахмоном[107]. Участие в открытии памятников Нуриддину Абдурахману Джами и Низомиддину Алишеру Навои[108] и заседании Совета глав государств-участников СНГ[109].
  - Турсунзаде[110] — посещение государственного унитарного предприятия «ТАЛКО»[111].
- 30 сентября—1 октября — государственный визит в Индию[112]:
  - Агра[113] — посещение Тадж-Махала[114].
  - Нью-Дели[115] — встреча с руководителями крупных индийских компаний[116]. Встречи с премьер-министром Нарендрой Моди[117], вице-президентом, председателем Сената Венкаем Найду[118], президентом Рамом Натхом Ковиндом[119].
- 8—9 октября — государственный визит в Париж[120]. Встречи с генеральным директором ЮНЕСКО Одри Азуле[121], президентом Франции Эммануэлем Макроном[122], председателем сената Жераром Ларше[123], а также руководителями крупнейших французских компаний[124]. Посещение музея Лувр[125].
- 20 октября — рабочий визит в Сарыагаш (Туркестанская область, Казахстан). Неформальная встреча с президентами Казахстана — Нурсултаном Назарбаевым и России — Владимиром Путиным[126].
- 6 декабря — рабочий визит в Санкт-Петербург (Россия). Участие в неформальном саммите СНГ[127].

### 2019 год
- 17—18 января — рабочий визит в Гуджарат[128]. Участие в международном инвестиционном саммите «Динамичный Гуджарат»[129]. Встреча с премьер-министром Индии Нарендрой Моди[130].
- 20—23 января — государственный визит в Германию:
  -  Берлин[131] — встречи с канцлером Ангелой Меркель[132], федеральным президентом Франком-Вальтером Штайнмайером[133], председателем Бундестага Вольфгангом Шойбле[134].
  -  Мюнхен[135] — встреча с премьер-министром Баварии Маркусом Зёдером[136], а также представителями деловых кругов Германии[137].
- 24—26 марта — государственный визит в ОАЭ[138]. Встречи с наследным принцем Абу-Даби Мухаммадом бен Заидом Аль Нахаяном[139], заместителем премьер-министра, министром иностранных дел шейхом Сайфом бен Заидом Аль Нахаяном[140], вице-президентом, премьер-министром ОАЭ, эмиром Дубая шейхом Мухаммедом бен Рашидом Аль Мактумом[141]. Посещение мемориала «Вахат аль-Карама»[142] и технопарка «Masdar City»[143].
- 24—27 апреля — визит в Пекин[144]. Участие во втором форуме «Один пояс, один путь»[145]. Встречи с председателем КНР Си Цзиньпином[146], председателем Постоянного комитета Всекитайского собрания народных представителей Ли Чжаньшу[147], генеральным секретарём ООН Антониу Гутерришем[148], президентами Беларуси — Александром Лукашенко[149] и Таджикистана — Эмомали Рахмоном[150], директором-распорядителем МВФ Кристин Лагард[151].
- 13—14 июня — визит в Бишкек. Участие в заседании Совета глав государств — членов Шанхайской организации сотрудничества[152]. Встречи с заместителем генерального секретаря ООН по политическим вопросам Розмари ДиКарло[153], президентами Кыргызстана — Сооронбаем Жээнбековым[154] и Афганистана — Ашрафом Гани[155].
- 14—15 июня — визит в Душанбе[156]. Выступление на пленарном заседании глав делегаций государств и международных организаций, принимающих участие в V саммите Совещания по взаимодействию и мерам доверия в Азии[157]. Встречи с президентами Таджикистана — Эмомали Рахмоном[158], Бангладеш — Абдулом Хамидом[159] и Турции — Реджепом Тайипом Эрдоганом[160].
- 31 июля—1 августа — официальный визит в Минск[161]. Встреча с президентом Беларуси Александром Лукашенко[162]. Посещение выставки продукции Узбекистана[163]. Возложение венка к Монументу Победы[164].
- 10—11 октября — визит в Ашхабад[165]. Участие в заседании Совета глав государств СНГ[166]. Встречи с президентами Туркменистана — Гурбангулы Бердымухамедовым[167], Таджикистана — Эмомали Рахмоном[168], Молдовы — Игорем Додоном[169] и премьер-министром Армении Николом Пашиняном[170].
- 14—15 октября — визит в Баку[171]. Участие в седьмом саммите Совета сотрудничества тюркских государств[172]. Встречи с президентами Азербайджана — Ильхамом Алиевым[173], Турции — Реджепом Тайипом Эрдоганом[174], премьер-министром Венгрии Виктором Орбаном[175], первым президентом Казахстана Нурсултаном Назарбаевым[176] и председателем управления мусульман Кавказа шейх уль-исламом Аллахшукюром Паша-заде[177].
- 17—20 декабря — официальный визит в Японию:
  - Нагоя — встречи с губернатором префектуры Айти Хидэки Омурой[178] и мэром города Такаси Кавамурой[179]. Посещение Нагойского университета[180].
  - Токио[181] — встречи с императором Нарухито[182], премьер-министром Синдзо Абэ[183], заместителем премьер-министра, министром финансов Таро Асо[184], президентом Японского агентства международного сотрудничества (JICA) Синичи Китаоку[185], руководством палаты советников[186].
- 20 декабря — визит в Санкт-Петербург (Россия)[187]. Участие в неформальном заседании Совета глав государств-участников СНГ[188].

### 2020 год

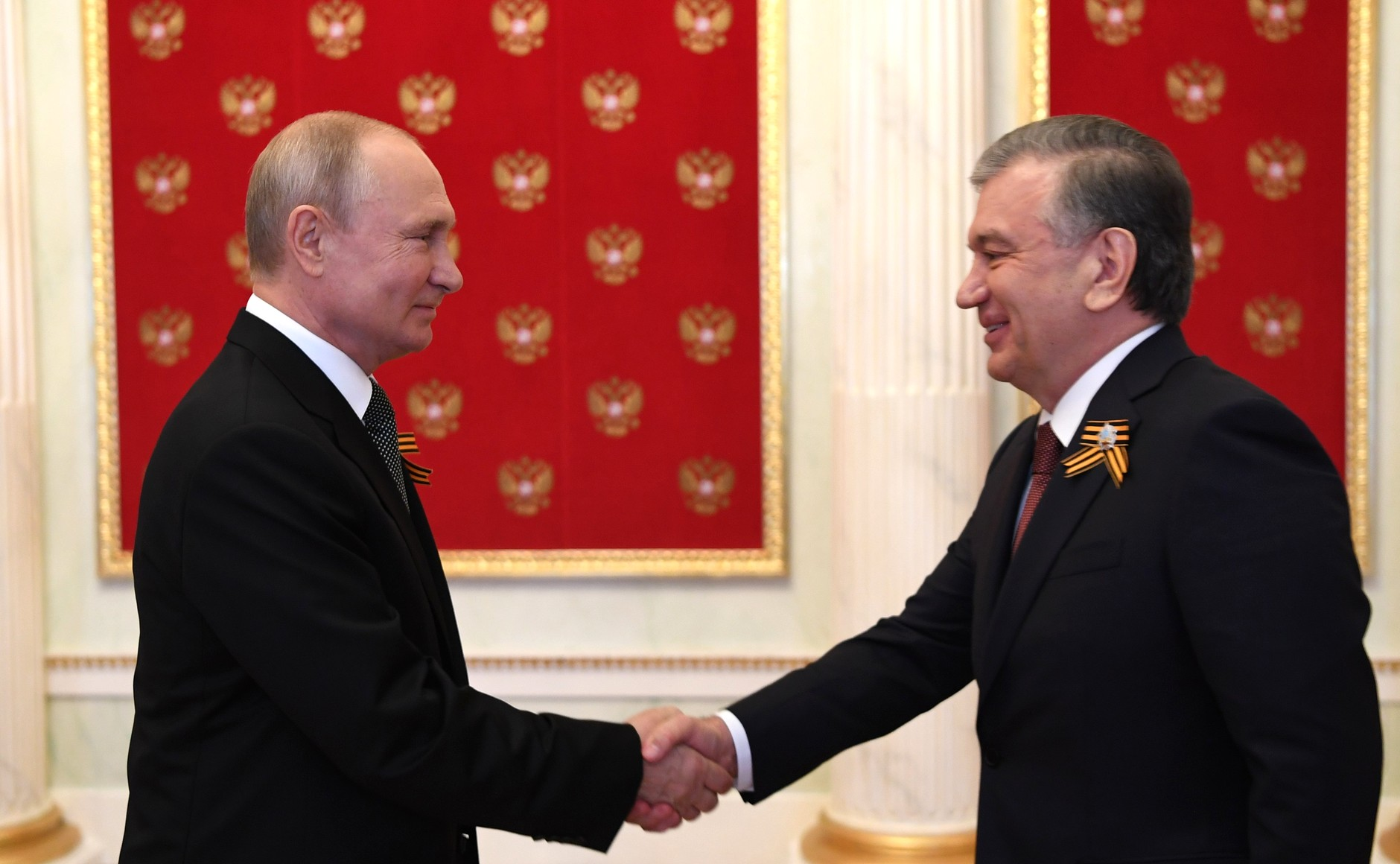
Шавкат Мирзиёев и Владимир Путин перед парадом на Красной площади в честь 75-летия Великой Победы, Москва, 24 июня 2020 года

- 19—20 февраля — официальный визит в Анкару[189]. Встреча с президентом Турции Реджепом Тайипом Эрдоганом[190], а также представителями деловых кругов Турции[191]. Возложение цветов к мавзолею Мустафы Кемаля Ататюрка[192]. Участие в церемонии открытия Народной библиотеки при Президенте Турецкой Республики[193].
- 23—24 июня — визит в Москву[194]. Участие в параде на Красной площади в честь 75-летия Великой Победы[195]. Возложение венков к могиле Неизвестного солдата в Александровском саду у Кремлёвской стены[196]. Встреча с президентом России Владимиром Путиным[197]. Посещение сквера Ислама Каримова[198].

### 2021 год
- 29 апреля — рабочий и частный визит в Ашхабад и Кичпак[199]. Встреча с президентом Туркменистана Гурбангулы Бердымухамедовым[200]. Посещение комплекса «Туркменбаши Рухы» и участие в ифтаре в память об отце туркменского лидера[201].
- 9—11 июня — официальный визит в Таджикистан[202][203]:
  - Душанбе — встреча с президентом Эмомали Рахмоном[204]. Концерт с участием мастеров искусств Узбекистана и Таджикистана[205].
  - Худжанд[206] —  встреча с представителями старшего поколения, а также творческой и научной интеллигенции Согдийской области[207]. Посещение фабрики «Ковры Кайраккума»[208] и сада «Вахдати миллат» (тадж. «Национальное единство») в Гафуровском районе[209].
- 5—6 августа — рабочий визит в Туркменбашы[210]. Встречи с президентами Туркменистана — Гурбангулы Бердымухамедовым[211] и Кыргызстана — Садыром Жапаровым[212]. Участие в консультативной встрече глав государств Центральной Азии[213]. Посещение выставок промышленной продукции и национальных блюд стран Центральной Азии[214].
- 16—17 сентября — визит в Душанбе[215][216]. Участие в заседании Совета глав государств — членов Шанхайской организации сотрудничества[217] и совместном заседании глав государств — членов ШОС и ОДКБ[218]. Встречи с президентами Таджикистана — Эмомали Рахмоном[219] и Ирана — Ибрагимом Раиси[220], премьер-министром Пакистана Имран Ханом[221].
- 11—13 ноября — рабочий визит в Стамбул[222]. Участие в VIII саммите Совета сотрудничества тюркоязычных государств[223]. Встречи с президентами Турции Реджепом Тайипом Эрдоганом[224] и Кыргызстана — Садыром Жапаровым[225], генеральным секретарём ССТГ Багдадом Амреевым[226].

## Второй президентский срок (2021—2023)

### 2021 год
- 19 ноября — рабочий визит в Москву[227]. Первый зарубежный визит после вступления в должность главы государства[228]. Встреча с президентом России Владимиром Путиным[229].
- 28 ноября — рабочий визит в Ашхабад. Встречи с президентами Туркменистана — Гурбангулы Бердымухамедовым[230], Пакистана — Арифом Алви[231], Таджикистана — Эмомали Рахмоном[232] и Ирана — Ибрагимом Раиси[233]. Участие в 15-м саммите Организации экономического сотрудничества (ОЭС)[234].
- 5—6 декабря — государственный визит в Астану[235]. Встречи с президентом Казахстана Касым-Жомартом Токаевым[236] и первым президентом республики Нурсултаном Назарбаевым[237]. Участие в открытии нового здания посольства Узбекистана[238]. Посещение офиса цифрового правительства[239].
- 16—17 декабря — государственный визит в Сеул[240]. Встречи с президентом Южной Кореи Мун Чжэ Ином[241], спикером Национальной Ассамблеи Пак Бён Соком[242], а также с представителями деловых кругов[243].
- 28 декабря — рабочий визит в Санкт-Петербург (Россия)[244]. Участие в неформальной встрече глав государств СНГ[245].

### 2022 год
- 3—5 февраля — рабочий визит в Пекин[246]. Участие в церемонии открытия XXIV Зимних Олимпийских игр[247]. Встречи с председателем КНР Си Цзиньпином[248] и премьер-министром Пакистана Имраном Ханом[249].
- 3—4 марта — государственный визит в Исламабад[250]. Встреча с премьер-министром Пакистана Имраном Ханом[251], президентом Арифом Алви[252], а также представителями деловых кругов Пакистана[253]. Посещение национального мемориального комплекса[254].
- 15—16 мая — рабочий визит в Абу-Даби. Встречи с президентом ОАЭ шейхом Мухаммедом бен Заидом Аль Нахаяном, министром иностранных дел Абдуллой бин Заидом Аль Нахаяном, заместителем Премьер-министра, министром по делам Президента Мансуром бин Заидом Аль Нахаяном[255].
- 20—21 июля — визит в Чолпон-Ату[256]. Неформальная встреча с президентами Кыргызстана — Садыром Жапаровым и Казахстана — Касым-Жомартом Токаевым[257]. Встреча с президентом Таджикистана Эмомали Рахмоном[258]. Участие в IV консультативной встрече глав государств Центральной Азии[259].
- 17—18 августа — государственный визит в Саудовскую Аравию[260]:
  - Медина — посещение Мечети Пророка[261].
  - Джидда — встречи с наследным принцем Саудовской Аравии Мухаммедом бен Салманом бен Абдельазизом Аль Саудом[262], генеральным секретарем Организации исламского сотрудничества Хиссейном Брахимом Тахой[263], президентом Исламского банка развития Мухаммадом Сулейманом Аль-Джассером[264], а также с деловыми кругами Саудовской Аравии[265].
  - Мекка — посещение священной Каабы[266].
- 3—4 октября — официальный визит в Будапешт[267]. Встреча с премьер-министром Венгрии Виктором Орбаном[268].
- 7 октября — рабочий визит в Санкт-Петербург (Россия)[269]. Участие в неформальной встрече глав государств СНГ[270].
- 12—14 октября — рабочий визит в Астану (Казахстан)[271]. Участие в саммитах СВМДА[272], СНГ[273] и «Центральная Азия — Россия»[274]. Встречи с президентами Турции — Реджепом Тайипом Эрдоганом[275] и Таджикистана — Эмомали Рахмоном[276], вице-президентом Социалистической Республики Вьетнам Во Тхи Ань Суан[277], премьер-министром Пакистана Шахбазом Шарифом[278], генеральным секретарём Организации тюркских государств Багдадом Амреевым[279].
- 20—21 октября — государственный визит в Ашхабад[280]. Встречи с президентом Туркменистана Сердаром Бердымухамедовым[281] и председателем Халк Маслахаты Милли Генгеша Гурбангулы Бердымухамедовым[282]. Посещение мемориального комплекса «Народная память» и музея «Святость Родины»[283], Туркменского государственного университета имени Махтумкули[284]. Участие в церемонии торжественного открытия парка «Ташкент»[285].
- 27 октября — рабочий визит в Астану[286]. Встреча с президентом Казахстана Касым-Жомартом Токаевым[287]. Участие в первой встрече лидеров «Центральная Азия — Европейский Союз»[288].
- 21—22 ноября — официальный визит в Париж[289]. Встреча с президентом Франции Эммануэлем Макроном[290], генеральным директором Французского агентства развития (ФАР) Реми Риу[291], председателем Национального собрания Яэль Браун-Пиве[292], а также главами ведущих компаний и банков Франции[293]. Посещение выставки «Сокровища оазисов Узбекистана. На пересечении караванных путей» в Лувре[294] и Института арабского мира[295].
- 26—27 декабря — рабочий визит в Санкт-Петербург (Россия)[296]. Участие в неформальном саммите СНГ[297]. Посещение Государственного Русского музея[298].

### 2023 год
- 17 января — государственный визит в Сингапур. Встречи с президентом Халимой Якоб и премьер-министром Ли Сяньлуном[299], а также деловыми кругами Сингапура[300].
- 26—27 января — государственный визит в Бишкек[301]. Встреча с президентом Кыргызстана Садыром Жапаровым[302]. Возложение венков к мемориалу погибшим в ходе трагических событий 1916 года в национальном историко-мемориальном комплексе «Ата-Бейит».
- 20—21 февраля — официальный визит в Каир[303]. Встреча с президентом Египта Абдельфаттахом Ас-Сиси[304], а также представителями деловых кругов страны[305]. Возложение цветов к памятнику Ахмаду Фергани[306].
- 1—2 марта — рабочий визит в Баку[307]. Встреча с президентом Азербайджана Ильхамом Алиевым[308]. Участие в саммите Движения неприсоединения[309]. Возложение венка к могиле общенационального лидера Азербайджана Гейдара Алиева[310].
- 3 марта — рабочий визит в Шымкент. Неформальная встреча с президентом Казахстана Касым-Жомартом Токаевым[311].
- 15—17 марта — рабочий визит в Анкару[312]. Участие во внеочередном саммите Организации тюркских государств[313]. Встречи с президентом Турции Реджепом Тайипом Эрдоганом[314], премьер-министром Венгрии Виктором Орбаном[315] и национальным лидером туркменского народа, председателем Халк Маслахаты Туркменистана Гурбангулы Бердымухамедовым[316].
- 2—3 мая — официальный визит в Берлин[317]. Встречи с канцлером Олафом Шольцем[318], федеральным президентом Франком-Вальтером Штайнмайером[319], а также главами ведущих компаний и банков Германии[320].
- 8—9 мая — рабочий визит в Москву[321]. Встреча с президентами России — Владимиром Путиным[322] и Кыргызстана — Садыром Жапаровым[323]. Участие в параде победы на Красной площади и возложении цветов к могиле Неизвестного солдата в Александровском саду у Кремлёвской стены[324].
- 18—19 мая — государственный визит в Сиань (Китай)[325]. Встречи с председателем КНР Си Цзиньпином[326], президентом Азиатского банка инфраструктурных инвестиций Цзинь Лицюнем[327], а также ведущими представителями деловых кругов Китая[328]. Участие в I саммите «Китай — Центральная Азия»[329].
- 2 июня — визит в Чолпон-Ату (Кыргызстан)[330]. Участие во II саммите «Центральная Азия — Европейский Союз»[331]. Встреча с председателем Европейского совета Шарлем Мишелем[332].
- 3 июня — рабочий визит в Анкару[333]. Участие в церемонии инаугурации Президента Турции Реджеп Тайип Эрдогана[334].
- 7—9 июня — официальный визит в Италию:
  -  Рим[335] — встречи с президентом Италии Серджо Маттареллой[336], председателем совета министров Джорджей Мелони[337], генеральный директор Продовольственной и сельскохозяйственной организации ООН (ФАО) Цюй Дунъюй[338].
  -  Милан[339] — встреча с области Ломбардия Аттилио Фонтаной[340], а также представителями деловых кругов Италии[341]. Посещение выставки текстильного машиностроения ITMA 2023[342].
- 18 июня — официальный визит в Тегеран[343]. Встречи с президентом Ирана Ибрагимом Раиси[344] и Верховным духовным лидером Ирана аятоллой Сайидом Али Хаменеи[345]. Посещение выставки научно-технических достижений Ирана[346].

## Третий президентский срок (2023—настоящее время)

### 2023 год
- 18—19 июля — рабочий визит в Саудовскую Аравию. Первый зарубежный визит после вступления в должность главы государства[347]:
  - Джидда[348] — участие в I саммите «Центральная Азия + Совет сотрудничества арабских государств Залива»[349]. Встреча с наследным принцем — Мухаммедом бен Салманом бен Абдельазизом Аль Саудом[350].
  - Мекка — умра в Каабе[347].
- 14—15 сентября — рабочий визит в Душанбе[351]. Встреча с президентом Таджикистана Эмомали Рахмоном[352]. Участие в V Консультативной встрече глав государств Центральной Азии[353]. Посещение выставки «ЭКСПО Центральная Азия – 2023»[354].
- 17—21 сентября — рабочий визит в Нью-Йорк[355]. Участие в Общих дебатах 78-й сессии Генеральной Ассамблеи ООН[356] и саммите «Центральная Азия — США»[357], а также проведение ряда встреч на высоком уровне, в том числе и с генеральным секретарём ООН Антониу Гутерришем[358].
- 28—30 сентября — официальный визит в Берлин[359]. Встречи с канцлером Германии Олафом Шольцем[360], федеральным президентом Франком-Вальтером Штайнмайером[361]. Участие в саммите «Центральная Азия — Германия»[362].
- 1—2 октября — государственный визит в Доху[363]. Встречи с эмиром Катара Тамимом Бен Хамадом Аль Тани[364], а также с представителями бизнес-кругов государства.
- 5—7 октября — официальный визит в Россию[365]:
  -   Казань — встречи с заместителем председателя правительства — министром промышленности и торговли Денисом Мантуровым и главой Татарстана Рустамом Миннихановым[366]. Посещение Казанского кремля[367] и выставки промышленного потенциала республики[368] в рамках III Форума межрегионального сотрудничества между Россией и Узбекистаном[369].
  -  Москва — встречи с президентом Владимиром Путиным[370] и председателем правительства Михаилом Мишустиным[371]. Возложение венка к могиле Неизвестного солдата в Александровском саду у Кремлёвской стены[372]. Участие в церемонии открытия транзита российского газа в Узбекистан через территорию Казахстана[373]. Посещение сквера Ислама Каримова[374].
- 13 октября — рабочий визит в Бишкек (Кыргызстан)[375]. Участие в заседании Совета глав государств-участников СНГ[376]. Встреча с президентом Беларуси Александром Лукашенко[377].
- 17—18 октября — официальный визит в Пекин (Китай)[378]. Участие в III Форуме высокого уровня «Один пояс, один путь»[379]. Неформальная встреча с президентами России — Владимиром Путиным и Казахстана — Касым-Жомартом Токаевым[380].
- 2—3 ноября — рабочий визит в Астану (Казахстан)[381]. Участие в X саммите Организации тюркских государств[382].
- 23—24 ноября — рабочий визит в Баку[383]. Встреча с президентом Азербайджана Ильхамом Алиевым[384]. Участие в саммите глав государств – участников Специальной программы ООН для экономик Центральной Азии (СПЕКА)[385].
- 30 ноября—2 декабря — визит в Дубай (ОАЭ)[386]. Участие в COP28[387].
- 25—26 декабря — визит в Санкт-Петербург (Россия)[388]. Участие в неформальной встрече глав государств СНГ[389]. Посещение ряда культурных объектов города[390].

### 2024 год
- 23—25 января — государственный визит в Китай:
  - Пекин[391] — встречи с председателем КНР Си Цзиньпином[392], премьером государственного совета КНР Ли Цяном[393], председателем Постоянного комитета Всекитайского собрания народных представителей Чжао Лэцзи[394].
  - Шэньчжэнь[395] — участие в Узбекско-Китайском инвестиционном форуме[396].
- 21 февраля — рабочий визит в Казань (Татарстан, Россия)[397]. Встреча с президентом Владимиром Путиным[398]. Участие в церемонии открытия международного мультиспортивного турнира «Игры будущего»[399].
- 18—19 апреля — государственный визит в Душанбе[400]. Встреча с президентом Таджикистана Эмомали Рахмоном[401] и премьер-министром Кохиром Расулзодой[402]. «Вечер дружбы» с участием мастеров искусств Узбекистана и Таджикистана[403]. Участие в открытии нового здания посольства Узбекистана[404]. Посещение выставки «Made in Uzbekistan» (англ. «Сделано в Узбекистане»)[405].
- 8—9 мая — визит в Москву[406]. Участие в заседании Высшего Евразийского экономического совета[407] и параде победы на Красной площади[408]. Встреча с президентом России Владимиром Путиным[409].
- 5—6 июня — официальный визит в Анкару[410]. Встречи с президентом Турции Реджепом Тайипом Эрдоганом[411], а также руководителями ведущих компаний двух стран[412]. Посещение компании «Turkish Aerospace Industries Inc.»[413] и выставки культуры, искусства и кухни Турции[414].
- 3—4 июля — рабочий визит в Астану (Казахстан)[415][416]. Участие в заседании Совета глав государств — членов Шанхайской организации сотрудничества[417]. Встречи с председателем КНР Си Цзиньпином[418] и премьер-министром Пакистана Шахбазом Шарифом[419].
- 5—6 июля — рабочий визит в Шушу (Азербайджан)[420]. Участие в неформальном саммите Организации тюркских государств[421].
- 7—9 августа — государственный визит в Астану[422]. Встреча с президентом Казахстана Касым-Жомартом Токаевым[423]. Участие в церемонии открытия памятника Алишеру Навои[424] и VI Консультативной встрече глав государств Центральной Азии[425].
- 8 сентября — рабочий визит в Астану (Казахстан)[426]. Участие в церемонии открытия V Всемирных игр кочевников[427][428].
- 17 сентября — рабочий визит в Астану (Казахстан)[429]. Участие в саммите «Центральная Азия — Германия»[430].
- 7—8 октября — рабочий визит в Москву[431]. Участие в заседании Совета глав государств СНГ[432].
- 10—11 октября — официальный визит в Ашхабад[433]. Встречи с национальным лидером туркменского народа, Председателем Халк Маслахаты Туркменистана Гурбангулы Бердымухамедовым[434], президентом Ирана Масудом Пезешкианом[435]. Участие в пленарном заседании Международного форума «Взаимосвязь времён и цивилизаций — основа мира и развития», посвящённого 300-летию со дня рождения выдающегося туркменского поэта и мыслителя Махтумкули Фраги[436].
- 23—24 октября — рабочий визит в Казань (Россия)[437]. Участие в XVI саммите БРИКС[438]. Встречи с главой Татарстана Рустамом Миннихановым[439], премьер-министрами Индии — Нарендрой Моди[440] и Вьетнама — Фам Минь Тинем[441], президентом Турции Реджепом Тайипом Эрдоганом[442], президентом Нового банка развития Дилмой Русеф[443], президентом — председателем правления «Сбербанка» Германом Грефом[444].
- 5—6 ноября — визит в Бишкек (Кыргызстан)[445]. Участие в XI саммите Организации тюркских государств[446]. Встреча с премьер-министром Венгрии Виктором Орбаном[447].
- 11 ноября — рабочий визит в Эр-Рияд[448]. Встреча с наследным принцем Саудовской Аравии Мухаммедом бен Салманом бен Абдельазизом Аль Саудом[449]. Участие во внеочередном арабо-исламском саммите[450].
- 11—12 ноября — рабочий визит в Баку (Азербайджан)[451]. Участие в COP29[452]. Встречи с рядом глав государств и руководителей международных организаций.
- 25—26 декабря — рабочий визит в Санкт-Петербург (Россия). Участие в неформальной встрече глав государств — участников СНГ[453] и заседании Высшего Евразийского экономического совета[454].

### 2025 год
- 13—15 января — официальный визит в Абу-Даби (ОАЭ)[455]. Участие в саммите «Неделя устойчивого развития Абу-Даби»[456].
- 4—5 февраля — официальный визит в Куала-Лумпур[457]. Встреча с премьер-министром Малайзии Анваром Ибрагимом[458].
- 17—18 февраля — официальный визит в Кувейт[459]. Встреча с эмиром шейхом Мишаалем ас-Сабахом[460], премьер-министром шейхом Фахдом ас-Сабахом[461], министром иностранных дел Абдуллой аль-Яхьё[462], а также руководителями крупных кувейтских компаний.
- 11—13 марта — государственный визит в Париж[463]. Встречи с генеральным директором ЮНЕСКО Одри Азуле[464], президентом Франции Эммануэлем Макроном[465]. Государственный приём в Елисейском дворце[466].
- 29 марта — рабочий визит в Алматы[467]. Неформальная встреча с президентом Казахстана Касым-Жомартом Токаевым[468]. Совместное посещение горнолыжного комплекса «Медео»[469], выставки цифровых технологий и искусственного интеллекта «AlmatyFair.ai»[470], музея искусств имени Абылхана Кастеева[471].
- 31 марта — рабочий визит в Худжанд[472]. Встречи с президентами Таджикистана — Эмомали Рахмоном[473] и Кыргызстана — Садыром Жапаровым[474]. Участие в трехсторонней встрече глав государств[475]. Открытие стелы Дружбы в районе стыка государственных границ трёх стран[476]. Посещение Худжандской крепости[477].
- 8—9 мая — визит в Москву[478]. Участие в параде на Красной площади в честь 80-летия Великой Победы[479].
- 19—21 мая — официальный визит в Будапешт (Венгрия)[480]. Участие в неформальном саммите Организации тюркских государств[481].
- 21—22 мая — официальный визит в Любляну[482]. Встречи с президентом Словении Наташей Пирц-Мусар[483], премьер-министром Словении Робертом Голобом[484] и председателем Государственного Собрания Уршкой Клакочар-Зупанчич[485].
- 30 мая — рабочий визит в Астану (Казахстан)[486]. Участие в саммите «Центральная Азия — Италия»[487].
- 17 июня — рабочий визит в Астану (Казахстан)[488]. Встреча с председателем КНР Си Цзиньпином[489]. Участие во II саммите «Китай — Центральная Азия»[490].
- 24—25 июня — государственный визит в Улан-Батор[491]. Встреча с президентом Монголии Ухнаагийном Хурэлсухом[492].
- 26—27 июня — рабочий визит в Минск (Беларусь)[493]. Участие в заседании Высшего Евразийского экономического совета[494]. Встреча с президентом России Владимиром Путиным[495].
- 2—4 июля — государственный визит в Азербайджан:
  -  Баку — встреча с президентом Ильхамом Алиевым[496]. Участие в открытии нового здания посольства Узбекистана[497] и закладке парка «Узбекистан»[498]. Возложение венка к могиле общенационального лидера Азербайджана Гейдара Алиева[499] и Парке Победы[500].
  - Ханкенди — посещение швейной фабрики[501]. Участие в 17-м саммите Организации экономического сотрудничества[502]. Встреча с премьер-министром Пакистана Шахбазом Шарифом[503].
- 4—5 августа — рабочий визит в Авазу[504]. Участие в работе Третьей конференции Организации Объединённых Наций по развивающимся странам, не имеющим выхода к морю[505] и неформальной встрече глав государств Центральной Азии[506][507]. Встречи с президентом Туркменистана Сердаром Бердымухамедовым[508]; национальным лидером туркменского народа, председателем Халк Маслахаты Гурбангулы Бердымухамедовым[509]; генеральным секретарём ООН Антониу Гутерришем[510]; премьер-министром Грузии Ираклием Кобахидзе[511]. Трёхсторонняя встреча в формате «Узбекистан — Туркменистан — Азербайджан»[512]. Посещение выставочных павильонов стран Центральной Азии[513].